# Артамонов, Михаил Дмитриевич (учёный)
Михаи́л Дми́триевич Артамо́нов (21 ноября 1922, Гомнино, Рузский район — 18 апреля 2011, Москва) — учёный-ракетчик, москвовед, публицист, историк искусства и культуры, некрополист.

## Общие сведения
Участник Великой Отечественной войны. В 1942 году был направлен на учёбу в Военную артиллерийскую Академию имени Ф. Э. Дзержинского, которую окончил с отличием.
Кандидат технических наук (1951). Профессор кафедры систем управления ракет факультета реактивного вооружения Военной артиллерийской инженерной Академии имени Ф. Э. Дзержинского. Специалист по реактивному вооружению и системам управления межконтинентальными баллистическими ракетами. Автор исследований по истории ракетного оружия и ракетно-космической техники в послевоенный период.
С 1977 года — в запасе, полковник в отставке.
Преподаватель Московского технологического института лёгкой промышленности (1977—1994).
В 1970-е начал заниматься описанием московских кладбищ (Ваганьковское, Армянское, Введенское, Калитниковское, Пятницкое, Донского и Новодевичьего монастырей), подготовив путеводители по этим некрополям и списки наиболее известных лиц, похороненных на этих кладбищах. Рукописные тексты описаний были сданы М. Д. Артамоновым в ЦГАЛИ, ГБЛ и ГПИБ. С начала 1980-х гг. работы Артамонова по некрополю стали публиковаться в московской печати, способствуя привлечению общественного интереса к этой части культурного наследия. Его труды, посвящены наиболее значимым московским кладбищам, и поныне являются непревзойденными по полноте.
Участвовал в деятельности ВООПИК и Союза краеведов России. По инициативе Артамонова было восстановлено надгробие композитора П. П. Булахова на Ваганьковском кладбище.
Обладал глубокими познаниями в области истории отечественной культуры, интересовался музыкой и литературой; ему принадлежит математическое исследование 10 главы «Евгения Онегина» А. С. Пушкина и её апокрифов.
Погиб 18 апреля 2011 года в возрасте 88 лет в результате несчастного случая. Прощание с М. Д. Артамоновым состоялось 21 апреля в здании морга № 5 (7-й корпус судмедэкспертизы) 67-й городской больницы Москвы. После кремации в Митинском крематории урна с прахом была захоронена на Тучковском кладбище подмосковного города Рузы, рядом с могилой супруги.

## Награды
- Орден «Знак Почёта»
- Орден Отечественной войны I степени
- Награждён Московским городским Советом ветеранов войны и труда знаком «Почётный ветеран г. Москвы»[5]

## Избранные сочинения
Реактивное вооружение
- Радиотехнические системы управления реактивными снарядами. — М., 1949 (в соавт.)
- Системы управления зенитных ракет. — М., 1953 (в соавт.)

Московское краеведение и некрополистика
- Артамонов М. Д., Моченов К. А. Рузский край. — М.: Московский рабочий, 1978. — 168 с. — 50 000 экз.
- Артамонов М. Д. Ваганьково / Фотографии А. Е. Субботина. — М.: Московский рабочий, 1991. — 192, [24] с. — (Московский некрополь). — 50 000 экз. — ISBN 5-239-01167-2.
- Артамонов М. Д. Введенские горы / Фотографии А. Е. Субботина; Рец.: д.и.н. Л. В. Иванова. — М.: Московский рабочий, 1993. — 208, [24] с. — (Московский некрополь). — 15 000 экз. — ISBN 5-239-01348-9. (Об истории одного из старейших московских кладбищ — Введенского)
- Артамонов М. Д. Московский Некрополь / Фотографии А. Е. Субботина. — М.: Столица, 1995. — 432, [32] с. — (Б-ка «История Москвы с древнейших времён до наших дней»). — 10 000 экз. — ISBN 5-7055-1162-0.
- Артамонов М. Д. Под вечными сводами: Пушкинский некрополь Москвы. Тайна Десятой главы «Евгения Онегина» / Науч. ред. В. А. Кожевников; Фотосъёмка А. Е. Субботина. — М.: Русскiй мiръ, 2006. — 400 с. — (Большая Московская библиотека : БМБ. Пушкиниана). — 1500 экз. — ISBN 5-89577-084-3.